# Línea 407 (Buenos Aires)
La línea 407 es una línea de colectivos del Área Metropolitana de Buenos Aires. Une Munro y José León Suárez.

## Recorrido
Ida a Estación Munro: Desde Andrés Lamas y El Zorzal por El Zorzal, Sarratea, Intendente Scatamacchia (Camino Real Moron – San Fernando), Olazabal, M. B. de Cazón, Bernardo de Irigoyen, Colectora Autopista Ingeniero Pascual Palazzo (Ruta Panamericana), Figueroa Alcorta, Intendente Scatamacchia (Camino Real Moron – San Fernando), Patagonia, E. Reclus, Ramón Falcón, Almirante Blanco Encalada, Intendente Tomkinson, Ingeniero Bergallo, Don Bosco, Avenida Andrés Rolon, D. Palma, Avenida Centenario, Avenida Santa Fe, Dardo Rocha, Pringles, Catamarca, Avenida Sir Alexander Fleming, Edison, Camino Fondo de la Legua, Avenida Mitre,Vélez Sarsfield hasta  General Belgrano .
Vuelta a Villa Hidalgo: Desde General Belgrano y Vélez Sarsfield por General Belgrano, Guillermo Marconi, Avenida Bartolomé Mitre, Camino Fondo de la Legua, Edison, Avenida Sir Alexander Fleming, Dardo Rocha, Avenida Santa Fe, Avenida Centenario, 3 de Febrero, Ingeniero Bergallo, Intendente Tomkinson, Almirante Blanco Encalada, Ramón Falcon, E. Reclus, Patagonia, Intendente Scatamacchia (Camino Real Moron – San Fernando), Figueroa Alcorta, Gurruchaga, Bernardo de Irigoyen, M. B. de Cazon, Olazabal, Intendente Scatamacchia (Camino Real Moron – San Fernando), Sarratea, El Zorzal hasta Andrés Lamas.